# 玛丽亚萨尔
玛丽亚萨尔是奥地利克恩顿州克拉根福兰县的一个市镇。总面积34.81平方公里，总人口3903人，人口密度112.1人/平方公里（2005年）。